# AEW Dark
AEW Dark, noto semplicemente come Dark, era un programma di wrestling statunitense prodotto settimanalmente dalla All Elite Wrestling a partire dall'8 ottobre 2019 sul loro canale ufficiale YouTube. Lo show, andava in onda ogni martedì sera, ed era presentato da Tony Schiavone e Dasha Gonzalez.
Il programma presentava alcuni dark match registrati il mercoledì precedente, prima e dopo l'episodio di Dynamite.

## Storia
Il 2 ottobre 2019, Dynamite è stato presentato in anteprima su TNT. Durante l'evento, ci sono state quattro dark match, due prima e due dopo la trasmissione in diretta. Durante la mischia dei media a seguito dell'evento, il presidente Tony Khan ha dichiarato che i dark match sarebbero diventati disponibili in qualche modo. Il 5 ottobre, il vicepresidente esecutivo di AEW, Cody Rhodes, ha annunciato il programma gemello di Dynamite, AEW Dark, che è stato trasmesso per la prima volta martedì 8 ottobre sul canale YouTube, con l'eccezione di alcuni spettacoli trasmessi il venerdì prima di un pay-per-view. A differenza dei dark match di altre federazioni di wrestling, che non influiscono sulle trame, questi match a Dark fanno parte delle storyline dell'AEW.
Durante l'episodio del 5 novembre, Tony Schiavone annunciò che la commentatrice spagnola dell'AEW Dasha Gonzalez sarebbe diventata la co-conduttrice di Dark in futuro. Il 31 dicembre, l'AEW ha trasmesso un episodio speciale chiamato AEW Dark - 2019 Year in Review, con i momenti salienti dello show nel 2019.